# Franciszek Maszkiewicz
Franciszek Maszkiewicz herbu Kusza – kapitan 4. Regimentu Pieszego Buławy Wielkiej Koronnej w 1787 roku, w XVIII wieku członek loży wolnomularskiej Świątynia Izis.